# بيتر كونيل
بيتر كونيل (13 أغسطس 1981 في نيوزيلندا - ) (بالإنجليزية: Peter Connell)‏ هو لاعب كريكت أيرلندي. شارك مع منتخب أيرلندا للكريكت.

## وصلات خارجية
- بيتر كونيل على موقع إي آس بي آن كريك إنفو (الإنجليزية)